# Tlamoloaxtla
Tlamoloaxtla är en ort i Mexiko.   Den ligger i kommunen Quimixtlán och delstaten Puebla, i den sydöstra delen av landet, 210 km öster om huvudstaden Mexico City. Tlamoloaxtla ligger 1 341 meter över havet och antalet invånare är 505.
Terrängen runt Tlamoloaxtla är kuperad åt nordväst, men åt sydost är den bergig. Tlamoloaxtla ligger nere i en dal. Runt Tlamoloaxtla är det tätbefolkat, med 266 invånare per kvadratkilometer. Närmaste större samhälle är Ixhuacán de los Reyes, 8,3 km norr om Tlamoloaxtla. I omgivningarna runt Tlamoloaxtla växer i huvudsak blandskog.